# Ибраев, Аубакир Ибраевич
Аубаки́р [Ибра́евич] Ибра́ев (1 января 1920, Кызыл-Тан, Максимо-Горьковский район, Павлодарский уезд, Семипалатинская губерния, Алашская автономия — 5 сентября 1982, Павлодар, Казахская ССР) — советский государственный и партийный деятель, первоцелинник, кавалер орденов Ленина, Октябрьской революции, Дружбы народов, Трудового Красного Знамени. Делегат XXIV съезда Коммунистической партии Советского Союза.

## Биография
Ибраев Аубакир, родился в 1920 году в селе Кызал-тан, Максимо-Горьковского район района, Павлодарского уезда в семье крестьянина-бедняка.
Отец — Сулейменов Ибрай. Для Сулейменова Ибрая Аубакир был приемным сыном.
Родной отец — Сулейменов Жунус — старший брат Ибрая.
Мать — Сулейменова Жанипа.
Два старших брата погибли в боях в годы Великой Отечественной войны.
В 1936 году Ибраев Аубакир Ибраевич поступил на учёбу в Павлодарский ветзоотехникум, в 1939 году по окончании 3-го курса был переведен на 4-й курс в Петропавловский ветеринарный техникум. Ввиду малочисленности студентов 4-й курс при Павлодарском ветзоотехникуме был закрыт.
Полный курс закончил в июне 1940 года и получил квалификацию помощника ветеринарного врача. По окончании техникума более 3-х месяцев работал ветеринарным техником Сосновского зооветпункта Бескарагайского района, Павлодарской области Казахской ССР.
С ноября 1940 года по декабрь 1946 года служил в рядах Советской Армии. Участник Великой Отечественной войны от начала до конца. После демобилизации работал заведующим Качирским зооветучастком, а затем ветеринарным врачом-эпизоологом Максимо-Горьковского райсельхозотдела, павлодарской области, Каз. ССР.
В марте 1950 года решением бюро обкома Компартии Казахстана утвержден инструктором сельскохозяйственного отдела Павлодарского обкома КП Казахстана, а с февраля 1951 года — заместителем заведующего сельскохозяйственным отделом Павлодарского обкома КП Казахстана.
В июне 1951 года по рекомендации обкома партии избран председателем исполкома Галкинского районного Совета депутатов трудящихся, Павлодарской области, Казахской ССР.
С сентября 1954 года по июль 1958 года — слушатель Алма-Атинской высшей партийной школы. Образование — высшее.
С августа 1958 года по ноябрь 1958 года — заведующий организационным отделом исполкома Павлодарского областного Совета депутатов трудящихся. С ноября 1958 года по апрель 1962 года — председатель исполкома Лозовского районного Совета депутатов трудящихся Павлодарской области, Казахской ССР.
С апреля по 1962 года по июль — парторг обкома КП Казахстана Баян-Аульского райкома КП Казахстана.
С июля 1962 по январь 1963 года — первый секретарь Баян-Аульского райкома КП Казахстана.
С января 1963 года по январь 1965 года — секретарь парткома Качирского сельского производственного управления Павлодарской области Казахской ССР.
С января 1965 года — первый секретарь Качирского райкома КП Казахстана.

## Боевой путь
Ноябрь 1940 — апрель 1941 г.г. — Первая Краснознаменная Армия.
Красноармеец 65 отдельного строительно-путевого железнодорожного батальона, 1 железнодорожной бригады Наркомата Обороны.
Апрель 1941- март 1943 г.г. — Киевский Особый Военный Округ, Юго-Западный фронт. 
Красноармеец 65 отдельного строительного железнодорожного батальона, 1 железнодорожной бригады Наркомата Обороны.
Март 1943 — декабрь 1943 г.г. — Западный фронт.
Красноармеец 65 восстановительного железнодорожного батальона,26 железнодорожной бригады Наркомата Обороны.
Декабрь 1943 — сентябрь 1944 г.г. — Западный фронт. 2-й Белорусский фронт.
Ветеринарный фельдшер. Младший лейтенант ветеринарной службы 4 отдельного батальона восстановления железнодорожной связи 4 железнодорожной бригады железнодорожных войск Наркомата Путей Сообщения (Н. К. П. С.).
Сентябрь 1944 — июнь 1945 г.г. — 1-й Белорусский фронт.
Старший фельдшер. Младший лейтенант ветеринарной службы 4 отдельного батальона восстановления железнодорожной связи 4 железнодорожной бригады железнодорожных войск Наркомата Путей Сообщения (Н. К. П. С.).
Июнь 1945 — декабрь 1946 г.г . — город Костополь, Ровенской области.
Старший фельдшер. Младший лейтенант ветеринарной службы 4 отдельного батальона восстановления железнодорожной связи 4 железнодорожной бригады железнодорожных войск Наркомата Путей Сообщения.

## Карьера
С августа 1940 по ноябрь 1940 года: с. Сосновка Бескарагайского района Павлодарской области Казахской ССР — Ветеринарный фельдшер зооветеринарного участка.
С декабря 1946 по июль 1947: аул Кызыл-Тан, Максимо-Горьковского района Павлодарской области Казахской ССР — не работал по болезни.
С июля 1947 по июнь 1948 года: село Качиры Максимо-Горьковского района Павлодарской области Казахской ССР — заведующий райветлечебницей.
С июня 1948 по март 1950: село Качиры Максимо-Горьковского района Павлодарской области Казахской ССР — ветеринарный врач-эпитозоолог.
С марта 1950 по июнь 1952: Павлодар, Казахской ССР — инструктор сельхозотдела, заместитель заведующего сельхзотдела обкома КП(б) Казахстана.
С июня 1952 по сентябрь 1954 года: село Галкино Галкинского района Павлодарской области Казахской ССР — Председатель исполкома райсовета депутатов трудящихся.
С сентября 1954 по июнь 1958: Алма-Ата — слушатель партшколы.
С июня 1958 по ноябрь 1958: Павлодар — заведующий орготделом облисполкома.
С ноября 1958 по март 1962 года: село Успенка Лозовского района Павлодарской области Казахской ССР — Председатель райисполкома.
С март 1962 по июль 1962 года: село Баян-Аул Баян-Аульского района Павлодарской области Казахской ССР — парторг обкома КП Казахстана на территориально-производственного сельхозуправления.
С июля 1962 по январь 1963 года: село Баян-Аул Павлодарской области Казахской ССР — Первый секретарь РК КП Казахстана.
С января 1963 по январь 1965 года: село Качиры Павлодарской области Казахской ССР — Секретарь парткома Качирского сельского производственного парткома.
С января 1965 года: п. Качиры Павлодар области Казахской ССР — Первый секретарь РК КП Казахстана.

## Семья
- Жена — Ибраева Майза Мергалиевна, 1927 года рождения.
- Сын — Канатбек, 1952 года рождения.
- Сын — Каирбулат, 1954 года рождения.
- Дочь — Шолпан, 1957 года рождения.
- Сын — Марат, 1959 года рождения.
- Дочь — Нурслу, 1961 года рождения.
- Дочь — Баянсулу, 1963 года рождения.